# Internationaal Wegcriterium 2007
Het Internationaal Wegcriterium 2007 (Frans: Critérium International 2007) werd gehouden van 31 maart tot en met 1 april in Frankrijk. De Duitser Jens Voigt werd de eindwinnaar nadat hij in de tweede etappe een kleine kloof had geslagen. De koers maakte deel uit van de UCI Europe Tour 2007.

## Etappe-overzicht
| etappe | datum    | start                | eindstreep           | afstand | winnaar         | klassementsleider |
| ------ | -------- | -------------------- | -------------------- | ------- | --------------- | ----------------- |
| 1e     | 31 maart | Sedan                | Charleville-Mézières | 180 km  | Olaf Pollack    | Olaf Pollack      |
| 2e A   | 1 april  | Les Vieilles-Forges  | Monthermé            | 98 km   | Jens Voigt      | Jens Voigt        |
| 2e B   | 1 april  | Charleville-Mézières | Charleville-Mézières | 8,3 km  | Thomas Lövkvist | Jens Voigt        |

## Etappe-uitslagen

### 1e etappe
| rang | renner             | land       | tijd       |
| ---- | ------------------ | ---------- | ---------- |
| 1    | Olaf Pollack       | Duitsland  | 4u 15' 42" |
| 2    | Angelo Furlan      | Italië     | z.t.       |
| 3    | Mikel Gaztañaga    | Spanje     | z.t.       |
| 4    | Peter Wrolich      | Oostenrijk | z.t.       |
| 5    | Sébastien Chavanel | Frankrijk  | z.t.       |
| 6    | Matteo Priamo      | Italië     | z.t.       |
| 7    | Fabrizio Guidi     | Italië     | z.t.       |
| 8    | Claudio Corioni    | Italië     | z.t.       |
| 9    | Laurent Brochard   | Frankrijk  | z.t.       |
| 10   | Vicente Reynés     | Spanje     | z.t.       |

### 2e etappe deel A
| rang | renner              | land      | tijd       |
| ---- | ------------------- | --------- | ---------- |
| 1    | Jens Voigt          | Duitsland | 2u 29' 00" |
| 2    | Alejandro Valverde  | Spanje    | z.t.       |
| 3    | Andreas Klöden      | Duitsland | z.t.       |
| 4    | Fränk Schleck       | Luxemburg | z.t.       |
| 5    | Damiano Cunego      | Italië    | z.t.       |
| 6    | Giampaolo Caruso    | Italië    | z.t.       |
| 7    | Sylvain Chavanel    | Frankrijk | z.t.       |
| 8    | Thomas Lövkvist     | Zweden    | z.t.       |
| 9    | Aleksandr Botsjarov | Rusland   | z.t.       |
| 10   | Laurent Brochard    | Frankrijk | z.t.       |

### 2e etappe deel B
| rang | renner                  | land             | tijd       |
| ---- | ----------------------- | ---------------- | ---------- |
| 1    | Thomas Lövkvist         | Zweden           | 0u 10' 01" |
| 2    | Alejandro Valverde      | Spanje           | op 0' 03"  |
| 3    | Sylvain Chavanel        | Frankrijk        | op 0' 09"  |
| 4    | Andreas Klöden          | Duitsland        | z.t.       |
| 5    | Bobby Julich            | Verenigde Staten | op 0' 10"  |
| 6    | Aleksandr Vinokoerov    | Kazachstan       | op 0' 11"  |
| 7    | Jens Voigt              | Duitsland        | op 0' 14"  |
| 8    | Francisco Pérez Sánchez | Spanje           | op 0' 17"  |
| 9    | Luis León Sánchez       | Spanje           | z.t.       |
| 10   | Peter Velits            | Slowakije        | op 0' 22"  |

## Eindklassementen
| Plaats    | Naam                  | Ploeg                 | Tijd      |
| --------- | --------------------- | --------------------- | --------- |
| Gele trui | Jens Voigt            | Team CSC              | 06u54'57" |
| 2         | Thomas Lövkvist       | La Française des Jeux | +00' 34"  |
| 3         | Alejandro Valverde    | Caisse d'Epargne      | +00' 37"  |
| 4         | Sylvain Chavanel      | Cofidis               | +00' 43"  |
| 5         | Andreas Klöden        | Astana                | z.t.      |
| 6         | José Alberto Martínez | Agritubel             | +01' 00"  |
| 7         | Damiano Cunego        | Lampre-Fondital       | +01' 02"  |
| 8         | Sébastien Joly        | La Française des Jeux | +01' 04"  |
| 9         | Laurent Brochard      | Bouygues Télécom      | +01' 06"  |
| 10        | Fränk Schleck         | Team CSC              | +01' 16"  |
|           |                       |                       |           |
| 17        | Maxime Monfort        | Cofidis               | +02' 13"  |
| 68        | Stef Clement          | Bouygues Télécom      | +05' 44"  |

| Plaats      | Naam               | Ploeg                 | Punten |
| ----------- | ------------------ | --------------------- | ------ |
| Groene trui | Alejandro Valverde | Caisse d'Epargne      | 24     |
| 2           | Jens Voigt         | Team CSC              | 20     |
| 3           | Thomas Lövkvist    | La Française des Jeux | 19     |

| Plaats        | Naam            | Ploeg                 | Punten |
| ------------- | --------------- | --------------------- | ------ |
| Bolletjestrui | Gorazd Štangelj | Lampre-Fondital       | 26     |
| 2             | Jens Voigt      | Team CSC              | 26     |
| 3             | Sébastien Joly  | La Française des Jeux | 11     |

| Plaats     | Naam              | Ploeg                 | Tijd      |
| ---------- | ----------------- | --------------------- | --------- |
| Witte trui | Thomas Lövkvist   | La Française des Jeux | 05h55'31" |
| 2          | Luis León Sánchez | Caisse d'Epargne      | + 00' 54" |
| 3          | Maxime Monfort    | Cofidis               | + 01' 39" |

| Plaats | Ploeg            | Tijd      |
| ------ | ---------------- | --------- |
|        | Team CSC         | 20u48'10" |
| 2      | Caisse d'Epargne | +00' 14"  |
| 3      | Lampre-Fondital  | +01' 53"  |

1932 · 1933 · 1934 · 1935 · 1936 · 1937 · 1938 · 1939 · 1940 · 1941 (bezet + vrij) · 1942 (bezet + vrij) · 1943 (bezet + vrij) · 1944 · 1945 · 1946 · 1947 · 1948 · 1949 · 1950 · 1951 · 1952 · 1953 · 1954 · 1955 · 1956 · 1957 · 1958 · 1959 · 1960 · 1961 · 1962 · 1963 · 1964 · 1965 · 1966 · 1967 · 1968 · 1969 · 1970 · 1971 · 1972 · 1973 · 1974 · 1975 · 1976 · 1977 · 1978 · 1979 · 1980 · 1981 · 1982 · 1983 · 1984 · 1985 · 1986 · 1987 · 1988 · 1989 · 1990 · 1991 · 1992 · 1993 · 1994 · 1995 · 1996 · 1997 · 1998 · 1999 · 2000 · 2001 · 2002 · 2003 · 2004 · 2005 · 2006 · 2007 · 2008 · 2009 · 2010 · 2011 · 2012 · 2013 · 2014 · 2015 · 2016